# Gérard Buzen
Pour les articles homonymes, voir Buzen.
Gérard Servais Buzen (1784-1842) est un général et un homme politique belge.

## Biographie
Fils d'un médecin, il naquit à Schijndel (Brabant-Septentrional), le 22 septembre 1784, et décède à Saint-Josse-ten-Noode le 5 février 1842. Entré au service à l'âge de dix-neuf ans, dans le 13e régiment de chasseurs à cheval, il fut bientôt sous-officier.
Blessé et fait prisonnier après la bataille d'Iéna, il fut conduit en Pologne, y resta longtemps dans un hôpital, parvint à s'évader, et rejoignit l'armée française. Le lieutenant-colonel de La Roche se l'attacha comme secrétaire. Deux ans après il devint maréchal-des-logis au 1er régiment de chasseurs, et lieutenant le 26 juillet 1813. Il avait déjà fait sept campagnes et avait été blessé deux fois, et avait reçu la croix de la Légion d'honneur.
En 1811, il rentra en France, fut nommé lieutenant au 8e de hussards, assista à la bataille de Waterloo, fut promu au grade de capitaine en septembre 1815, et, deux ans après, devint aide-de-camp du général baron Duvivier, sous les ordres duquel il avait servi en France.
La révolution belge de 1830 le fit lieutenant-colonel et commandant supérieur de Mons, puis commandant militaire du Luxembourg. Menacé par les excursions de la garnison prussienne de la forteresse fédérale de Luxembourg, il sut rendre la tranquillité à la province et reçut du gouvernement provisoire le titre de colonel.
En 1831, lorsque l'importante citadelle d'Anvers fut confiée au général David Chassé, le colonel Buzen fut nommé commandant supérieur d'Anvers, où malgré les menaces du général Chassé, il organisa les armements les plus formidables qui préservèrent la ville du bombardement, lors du siège de l'armée française. Sa belle conduite lui valut le grade de général de brigade.
À la suite des pillages d'avril 1834 (provoqués par la publication de la liste des donateurs pour le rachat des biens belges de Guillaume Ier des Pays-Bas), il fut appelé au commandement supérieur de Bruxelles. Choisi par le roi Léopold Ier comme ministre de la Guerre en 1840 (gouvernements de Joseph Lebeau, puis à partir de 1841, de Jean-Baptiste Nothomb), il était déjà l'un de ses aides-de-camp.
Une main inconnue alla fouiller dans la vie passée du général Buzen, et trouva qu'au lieu d'être inscrit comme prisonnier sur le registre matricule du 13e régiment des chasseurs à cheval, il avait été porté, en 1806, comme déserteur. On donna à ce fait, considéré sans correctifs, la plus grande publicité. L'on ajouta qu'il portait indûment la croix de la Légion d'honneur, et enfin qu'il n'était rentré en France qu'en 1814 avec les Cosaques.
Son ancien général, le baron Duvivier, ayant gardé sur cette affaire un silence qui fut mal interprété, et quelques représentants de l'opposition s'étant rendus chez lui pour l'engager à confondre la calomnie, le général ministre, profondément affecté de cette démarche, se tua d'un coup de pistolet, laissant à un ami les documents nécessaires pour prouver la fausseté des accusations dont il avait été l'objet.

## Source
« Gérard Buzen », dans Charles Mullié, Biographie des célébrités militaires des armées de terre et de mer de 1789 à 1850, 1852 [détail de l’édition]